# Heinrich II. von Neuhaus
Heinrich II. von Neuhaus (auch Heinrich II. von Hradec, tschechisch Jindřich II. z Hradce; † 15. Juli 1363 in Hradec) war ein böhmischer Adliger aus dem witigonischen Familienzweig der Herren von Neuhaus. Seit 1349 war er Schiedsrichter des altböhmischen Kreises Pilsen und 1349–1354 Pfandherr von Taus.

## Leben
Seine Eltern waren Ulrich III. von Neuhaus und Margarete von Kärnten (Markéta z Korutan). Nach dem Tod des Vaters 1349 wurden dessen Besitzungen auf seine vier Söhne aufgeteilt. Durch die Teilung spaltete sich das Geschlecht der Herren von Neuhaus in drei Familienzweige. Der vierte Bruder Meinhard/Menhart gehörte als Prager Kanoniker und Bischof von Trient dem geistlichen Stand an und hinterließ keine Nachkommen.
Erstmals erwähnt wurde Heinrich 1347, als er mit seinem Vater zu einer Abordnung böhmischer Adliger gehörte, die zusammen mit einer kirchlichen Delegation unter Leitung des Prager Erzbischofs Ernst von Pardubitz und der Bischöfe Olmütz, Breslau und Leitomischl den künftigen König Karl IV. aufforderte, mit einem Majestätsbrief festzulegen, wer die Krönung der böhmischen Könige vornehmen solle. Am 2. November 1347 nahm Heinrich zusammen mit seinem Vater und seinen Brüdern an der Krönung Karls zum König von Böhmen teil. Im März 1348 beteiligte er sich als Zugführer bei Karls Kriegszug in die Oberpfalz und ein Jahr später kämpfte er für ihn erfolgreich bei Poryň. Zur Belohnung überschrieb ihm Karl am 26. Juni 1349 das Dorf Bladoňovice und ernannte ihn sowie Jost I. von Rosenberg zum Schiedsrichter des altböhmischen Kreises Pilsen. Kurze Zeit später erhielt er zusammen mit seinem Bruder Ulrich IV., der ebenfalls an Karls Kriegszügen teilnahm, pfandweise die Stadt Taus. Zudem erwarb Heinrich Ländereien um Kostelní Vydří, die 1350 in die Landtafel eingetragen wurden.
Im selben Jahr vermählte sich Heinrich mit der bayerischen Landgräfin Margarete von Leuchtenberg, verwitwete von Hals. Durch die Heirat kam es auch zu einer Annäherung zwischen König Karl und den Leuchtenbergern, die zwischen Eger und Königswart umfangreiche Ländereien besaßen, deren Grenzverlauf zwischen Baiern und Böhmen nicht eindeutig festgelegt war. Mit einer am 28. Mai 1350 in Nürnberg ausgestellten Urkunde Karls IV. wurden die bisher strittigen Grenzen festgelegt, wobei auch Heinrich Gebietsanteile zugesprochen bekam. Nachdem Heinrichs Frau Margarete bei der Geburt des ersten Kindes gestorben war, kam es zu mehreren kriegerischen Auseinandersetzungen, bei denen zunächst der Prager Oberstburggraf Wilhelm von Landstein eine Rolle spielte. Er bekriegte Heinrich, weil dieser eine ursprünglich von und nach Österreich über Landstein verlaufende Handelsstraße so verlegte, dass sie über Neuhaus führte. Zugleich kam es zu Streitigkeiten mit Eberhart von Walsee, der ein Neffe der verstorbenen Margarete war, sowie Albert von Puchheim. Die Ursache war vermutlich die Nichtherausgabe von Margaretes Heiratsgut. Zusammen mit Johann von Sternberg und Ulrich von Landstein sowie 70 geharnischten Rittern zog Heinrich in die Gegend von Linz. Ihm trat Eberhard von Walsee, der Landeshauptmann von Oberösterreich war, mit einer Landwehr entgegen. Da Heinrich das erbeutete Diebesgut retten wollte, zog er sich zurück, wurde jedoch von den Österreichern verfolgt, denen sich Wilhelm von Landstein anschloss. Nach Kämpfen ergab sich Heinrich am 16. November bei Fraunberg. Er wurde gefangen genommen und auf der Burg Pottenstein in Haft gehalten. Daraufhin brachen bei Velešín weitere kriegerische Auseinandersetzungen aus, die sich auf ganz Südböhmen ausdehnten und vor allem gegen den Verräter Wilhelm von Landstein gerichtet waren. Zu den Anführern gehörte u. a. Jost von Rosenberg. Der Landkrieg zog sich monatelang hin und konnte auch nicht mit Vermittlung Karls IV. und des mährischen Landgrafen Johann beigelegt werden. Heinrich wurde erst im Mai 1352 gegen Zahlung einer großen Geldsumme aus der Haft entlassen. Bereits im September d. J. belagerte er wiederum die Besitzungen Wilhelms von Landstein, der rechtzeitig entkommen konnte. Die Kämpfe flammten immer wieder auf und dauerten bis 1354. Nachfolgend verlor Heinrich die Pfandschaft über Taus. Mit einem am 19. Januar 1354 in Frankfurt ausgestellten Dokument wurden die Bürger von Taus von Karl IV. aufgefordert, zu ihm (dem König) zu stehen. Gleichzeitig versprach er ihnen, Taus nie mehr zu verpfänden.
Durch den Verlust von Taus nahm Heinrich die Kämpfe von Neuem auf. Wilhelm von Landstein zog daraufhin vor Slavonice und belagerte Heinrichs Bruder Ulrich IV. Erst am 13. Juli 1354 erreichte der König eine Befriedung zwischen den Kontrahenten. Da sich Heinrich verpflichten musste, Wilhelm von Landstein einen Teil der angerichteten Schäden zu ersetzen, verkaufte er seiner Tante N. N. von Rosenberg und ihren Söhnen Peter, Jost, Ulrich und Johann die Dörfer Zálší, Mažice, Vorkovice, Vlastiboř und Svinná, die er früher von seinen Brüdern Ulrich und Herrmann erworben hatte.
Nachfolgend versöhnte sich Heinrich mit König Karl, den er 1355 zur Kaiserkrönung nach Rom begleitete. Auf der Rückreise soll er zusammen mit dem Augsburger Bischof Markwart in Pisa in der Nacht vom 20. auf den 21. Mai dem Kaiser das Leben gerettet haben. Aus Dankbarkeit soll ihn der Kaiser noch in Pisa zum Ritter geschlagen haben. Nach der Rückkehr erwarb Heinrich Ende 1355 die mährische Burg Sternberg. Kurze Zeit später begann er einen neuen Krieg gegen die Rosenberger, an die das Chodenland mit Taus übergegangen waren. Karl bekämpfte ihn zunächst mit seinem Heer, verbannte ihn jedoch für zwei Jahre aus dem Land. Als Karl 1357 gegen den niederbayerischen Herzog Albrecht zog, schloss sich ihm Heinrich wiederum an. Deshalb wurde er am 5. Juli d. J. in Prag begnadigt.
1362 begleitete Heinrich den Kaiser auf seinem Zug nach Mähren, in das die Ungarn eingefallen waren. Letztmals erwähnt wurde Heinrich am 16. Januar 1363, als Kaiser Karl die neu ausgebrochenen Zwistigkeiten zwischen Heinrich und den Herren von Bítov befrieden konnte. Er starb am 5. Juli 1363 in Hradec/Neuhaus im Alter von etwa 40 Jahren. Seiner zweiten Frau Margarete von Hardegg hinterließ er eine verschuldete Herrschaft sowie drei unmündige Kinder. Deren Vormundschaft übernahmen die Brüder Peter, Jost, Ulrich und Johann von Rosenberg.
Die Witwe Margarete begab sich in das Kloster der Klarissinen in Krumau. Als Nonne erlangte sie vom Papst die Erlaubnis, ihre Kinder in Neuhaus besuchen zu dürfen. Da sie bei ihren Besuchen in Neuhaus das weiße Nonnenkleid trug, blieb sie als „Bílá paní“ (Weiße Frau) in der Erinnerung der dortigen Bevölkerung. Sie verstarb am 8. Juni 1369. Bereits 1361 war auch ihre Tochter Anna in das Kloster eingetreten. Als dessen Äbtissin starb sie am 6. Dezember 1380.

## Besitzungen
Nach der Teilung er väterlichen Besitzungen 1349 erhielt Heinrich II. die Hälfte von Neuhaus, wobei die Grenze mitten über den Marktplatz führte, und ein Viertel von Slavonice. Nach Streitigkeiten um das Erbe wurde dieses 1352 neu geteilt. Heinrich erhielt wiederum die Hälfte von Neuhaus und einen Teil der zur Herrschaft Neuhaus gehörenden Dörfer. Außerdem erhielt er Křeč mit Pořin, einen Teil der Dörfer um Zálší und ein Viertel der Stadt Slavonice und erwarb vor 1350 weitere Ländereien. Durch die von ihm geführten jahrelangen kriegerischen Auseinandersetzungen musste er wegen Überschuldung einen Großteil der Besitzungen verkaufen.

## Familie
Heinrich II. von Neuhaus heiratete 1350 Margarete von Hals (Markéta z Halsu), geborene Leuchtenberg. Sie gebar den Sohn
- Heinrich III. von Neuhaus († 1398), Höchster Burggraf, verheiratet mit Elisabeth von Hardegg (Eliška z Hardeku)

In zweiter Ehe vermählte sich Heinrich mit Margarete von Hardegg (Markéta z Hardeku). Aus dieser Ehen stammen die Kinder:
- Heinrich der Jüngere (Jindřich mladši), belegt 1365–1392 auf Kunžak und Sternberg
- Anna, belegt 1361–1380, Äbtissin des Klarissinnenklosters in Krumau
- Heinrich/Jindřich „Henzlín“; † im Jugendalter